# 怡园历史文化街区

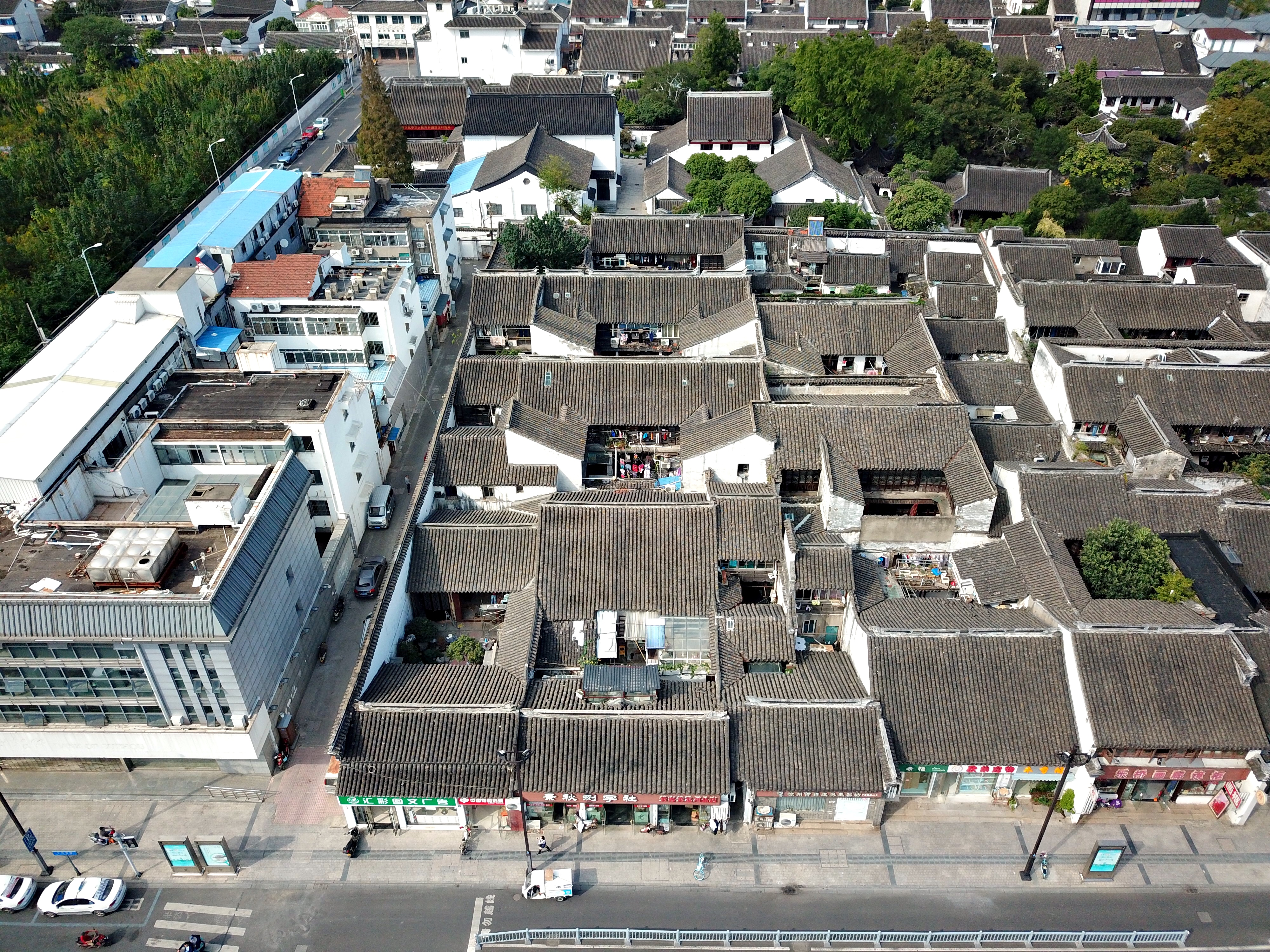
铁瓶巷任宅、新民里全景

怡园历史文化街区是入选江苏省历史文化街区名单的苏州市城区的5个历史文化街区之一，位于苏州市姑苏区古城中心地带，人民路以西，毗邻观前街商业区。
根据苏州国家历史文化名城保护研究院的资料，怡园历史文化街区的保护范围为：西自斑竹巷、永定寺弄、庆元坊（南段），南至金太史巷、干将路，东到人民路、庆元坊（北段）、神道街、曾家弄，北至曲园以北30米（景德路以南）、弹子巷，面积3.74公顷。加上周围的建设控制地带（北至景德路以北的范庄前，南到干将西路，西至河沿下塘、斑竹巷、永定寺弄，东侧仍以人民路为界），总用地面积为16.6公顷。